# Teint frais (pomme)

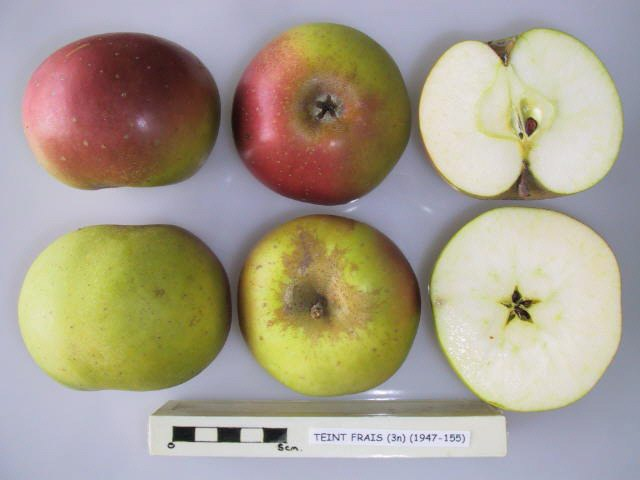
Diverses vues du fruit, collection du National Fruit Collection du Royaume-Uni.

La pomme Teint Frais est une variété ancienne de pomme de table répandue en Bretagne et connue depuis le XVIIIe siècle dans les environs de Quimperlé grâce à une Demoiselle de Kerlivio qui en aurait assuré sa large diffusion dans les environs. Cette pomme était d'ailleurs également appelée "Demoiselle de Kerlivio" ou "pomme Kerlivio".

## Description
L'arbre, au bois fort, a de nombreux rameaux, gros, étalés et de grandes feuilles ovales profondément dentées.
La floraison a lieu majoritairement en mai. 
Les fruits qui se récoltent en octobre sont de grande dimension et de forme irrégulière ; leur peau est jaune pâle, rouge du côté exposé au soleil. La chair est blanche, fine, juteuse, sucrée et acidulée.
De longue conservation, cette pomme peut se consommer de mi-décembre à mi-mai. 
La Teint Frais est appréciée pour la confection des tartes aux pommes et pour les compotes, fines et parfumées.